# SN 2005Y
SN 2005Y – supernowa typu II odkryta 31 stycznia 2005 roku w galaktyce UGC 1159. W momencie odkrycia miała maksymalną jasność 18,80m.